# Call de Barcelona
El Call de Barcelona és el sector de l'actual barri Gòtic que antigament havia estat el barri jueu. Recentment s'hi ha descobert una antiga sinagoga, actualment oberta al públic.

## Etimologia
El significat de «call» s'atribueix a dues paraules; una prové de la paraula jueva kahal que significa ‘creient’ (la menys escoltada i possiblement la menys verídica), encara que també s'atribueix a la paraula «calç juich» el significat de la qual és ‘carrer petit o carreró’ (aquesta darrera la més escoltada de totes dues). Més tard, call va passar a utilitzar-se per a definir ‘el conjunt de carrers on vivia el poble hebreu dels jueus'. També cal destacar que les comunitats jueves rebien el nom d'aljama.

## Els jueus a Barcelona abans del Call
Els jueus devien arribar poc després d'haver-se fundat la colònia romana de Bàrcino, perdurant durant el domini dels visigots i els carolingis. A finals del segle xi, el barri del Call ja era delimitat i la població jueva s'hi va agrupar definitivament.

## Ubicació a la ciutat

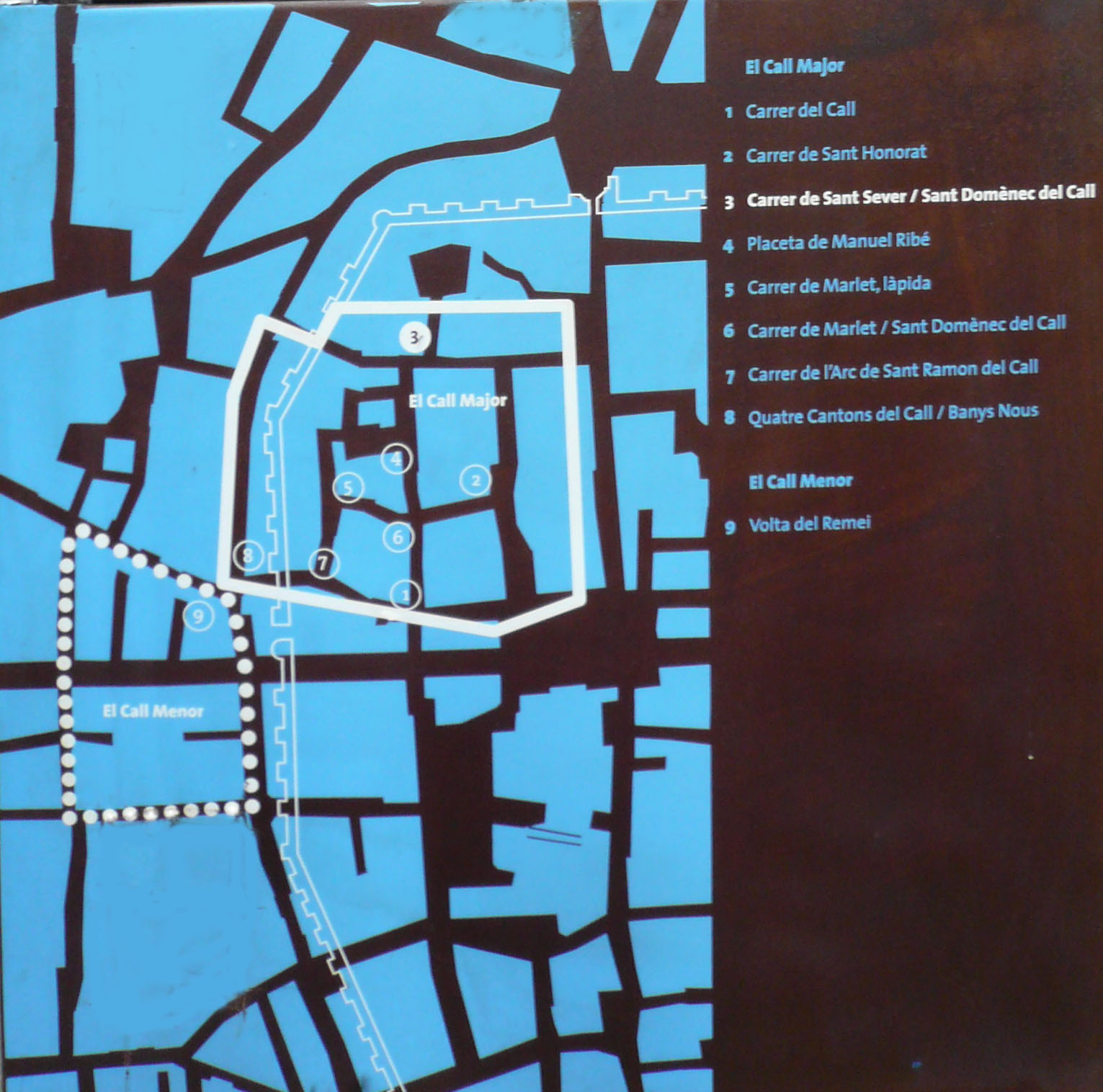
Situació del call superposat als carrers actuals (la plaça del centre a la dreta és la plaça de Sant Jaume).

El barri jueu de ocupava pràcticament tot el quadrant nord-est de l'antiga ciutat romana de Bàrcino. Cal destacar que la comunitat jueva de Barcelona, en aquells dies, va ser sens dubte la comunitat més important i nombrosa de la Corona d'Aragó, i una de les més importants en l’àmbit europeu. L'any 1079 la població jueva solament era d'unes setanta famílies, mentre que en el segle xiv aquesta població s'acostava a les 4000 persones.
La seva densitat de població era la més alta de Barcelona; i els seus edificis, els més alts de Barcelona. Tenia dues portes: una, a l'arc del Gall (ara de Sant Ramon); i una altra, a la plaça major. Disposava de diverses sinagogues, un magatzem de gra i una carnisseria. S'han documentat oficis com el de coraller, sastre i seder.
Al segle xiii, Jaume el Conqueridor va permetre fer edificacions adossades a la muralla i obrir-hi finestres, mentre en feia construir una altra de nova per ampliar el recinte fortificat de la ciutat, i en 1257 i a causa del nombre de famílies i de l‘arribada dels jueus expulsats de França, es crea fora les muralles, al peu del Castell Nou, el Call Menor o Call de N'Àngela o call d'En Sanahuja, entre els actuals carrers de la Boqueria, d'en Rauric, de la Lleona i d'Avinyó; amb dos portals, un sota el Castell Nou i l'altre a Rauric.
La comunitat jueva va residir al Call fins al 1391, quan fou assaltat amb el resultat de tres-cents morts. Els habitants que es van refugiar al Castell Nou van ser obligats a convertir-se a la religió catòlica, dispersats o morts. El cementiri de Montjuic de la comunitat jueva medieval de Barcelona, documentat com a mínim des del segle ix fins al segle xiv, fou abandonat el 1391.

## Sinagogues
Al Call Major es trobava la Sinagoga Major de Barcelona, la més antiga d'Europa i el creixement de la població del Call va suposar l'augment del nombre de sinagogues. Avançat el segle xiv n'hi havia cinc al Call Major: la sinagoga Major, la sinagoga de les Dones (annexa a la sinagoga Major), la sinagoga dels Francesos, construïda pels refugiats de l'expulsió dels jueus de França el 1306, la sinagoga d'en Massot i la sinagoga Poca o Xica, i una al Call Menor.

## Els Katalaní
Del Call barceloní n'eixí la primera diàspora, que en bona part s'assentà a Itàlia, per exemple a Liorna i Roma. Destacaria la comunitat de Roma, on els jueus catalans (s'autoanomenaven katalaní els jueus originaris del conjunt de la Corona catalanoaragonesa, a diferència dels sefardites, del Regne de Castella), fundaren una sinagoga i una escola pròpies (la Sinagoga dei Catalani), en l'anomenada piazza delle Cinque Scole, per la presència de cinc escoles-sinagogues: dues de judeoromanes, la castellana (sefardita), la siciliana i la catalana.
La segona diàspora, a partir del decret d'expulsió de l'Alhambra, del 1492, promulgat pels Reis Catòlics, implicaria l'exili de la resta de jueus penínsulars, tant de Barcelona, com del conjunt dels regnes de la Monarquia Hispànica. Implicaria la creació de calls katalanim especialment a l'Imperi Otomà.

## El Call en l'actualitat
A l'època de les protestes antiisraelianes de 2008 derivades de l'Operació Plom Fos, la sinagoga del carrer de Marlet, 5, va rebre un atac (el segon a la capital catalana) per part d'un militant del grup Moviment Social Republicà, que va cometre algunes destrosses, a més de colpejar un integrant de l'Associació Call de Barcelona, que es trobava a l'edifici.

## MUHBA El Call
MUHBA El Call és un espai del Museu d'Història de Barcelona situat al bell mig del Call, on va tenir casa seva Jucef Bonhiac, teixidor de vels. S'hi explica la trajectòria dels jueus en relació amb la història de Barcelona i l'esplendor del seu llegat cultural.